# ビタミンC誘導体
ビタミンC誘導体（ビタミンシーゆうどうたい、Vitamin C Derivatives）とは、ビタミンC（L-アスコルビン酸）を改良した誘導体。またプロビタミンCは、生体内で酵素反応によりビタミンC（L-アスコルビン酸）となるもの。ビタミンCは強い抗酸化作用があるが不安定で分子構造が壊れやすい。そのため、ビタミンC誘導体では物質として安定化したり（分解しにくい）、皮膚への吸収性や皮膚乾燥の副作用を改良している。1940年代には食品添加物として利用され1960年代には美容目的に使用されるようになり色素沈着抑制、ニキビなどに使用される。日本で医薬部外品として認可された美白有効成分には複数のビタミンC誘導体が含まれる。イオン導入や、ケミカルピーリング後に塗布される。

## 改良
ビタミンCであるL-アスコルビン酸は、水によく溶ける不安定な分子で、皮膚の角質層が水を弾くため皮膚への浸透は不十分であるとされる。アスコルビン酸（ビタミンC）ではpH3.5以下にする必要がある。これは酸性度が強い（皮膚に刺激性がある）。
プロビタミンとは、生体内でビタミンに変換される物質のことで、この場合ビタミンCに変換されればプロビタミンCだが、変換できるか否かは実験条件や動物種によっても異なるため正確に判定することも難しい面がある。
ビタミンCの誘導体は、1940年代には脂溶性のものが研究され食品の抗酸化物質として研究された。プロビタミンCは1960年代に使われるようになり、化粧品では、日本でも1962年に美白化粧品を発売し美白原料との印象を消費者に与えた。1961年にイタリアの研究者が、水溶性のアスコルビン酸リン酸マグネシウムを合成し、外用でも壊血病（ビタミンC欠乏症）に効果を発揮した。これは日本でも1967年にはビタミンCの内服に代わって、外用することで色素沈着、肝斑（しみ）、雀卵斑（そばかす）を治療できる可能性が報告された。ビタミンCの硫酸エステルは1969年に抽出され最初欧米で水産飼料に使われ、1980年代には化粧品にも配合されたが、1990年代にはほとんど使われなくなった。
1990年代には、アスコルビン酸リン酸ナトリウム、アスコルビン酸2-グルコシド (AA-2G) 、オイル状のテトラヘキシルデカン酸アスコルビル (VC-IP)、グリセリン系の誘導体が登場してきた。ビタミンCやアスコルビン酸リン酸マグネシウム、アスコルビン酸リン酸ナトリウムは皮膚を乾燥させる傾向にあるため、パルミチン酸を付加したVC-IPやAPPS、グリセリンを付加したGOVCが登場した。

## ビタミンC誘導体の種類

### 水溶性
- リン酸ビタミンC (AP)[呼称の出典 1]
リン酸ビタミンC (AP) を治療に使ってきた池野宏の定義では、リン酸-L-アスコルビン酸ナトリウムや、リン酸-L-アスコルビン酸マグネシウムを指すが[呼称の出典 1]、主にナトリウムの方を指してリン酸ビタミンC (AP) と使う場合がある[10]。
  - アスコルビン酸リン酸ナトリウム （APS[2], SAP[呼称の出典 2][4]、リン酸アスコルビルナトリウム）
  - アスコルビン酸リン酸マグネシウム（APM[2], MAP[呼称の出典 2]、L-アスコルビン酸-2-リン酸マグネシウム、リン酸アスコルビルマグネシウム）

これらアスコルビルリン酸塩（アスコルビル-2-リン酸塩）は、アスコルビン酸が安定するpKa4.2よりも高い、pH7 まで物質として安定しているが、この物質自体は抗酸化物質ではなく、おそらく生体内ではアルカリホスファターゼによってアスコルビン酸に変換される。物質としての安定性が向上した一方、電化密度が上昇し皮膚からの浸透性は不十分となる。
アスコルビン酸リン酸マグネシウムが1961年に合成され、その後より沈殿結晶化しにくく溶解しやすいアスコルビン酸リン酸ナトリウムが登場して広く使われている。
- アスコルビン酸2-グルコシド（L-アスコルビン酸2-グルコシド、AA−2G[12]）[呼称の出典 3]（アスコルビン酸グルコシド）

アスコルビン酸2-グルコシド (AA-2G) は、光や熱に対し安定しているが代謝によってビタミンCとして作用を発揮するプロビタミンで、日本では医薬部外品の美白有効成分、食品添加物として認可されている。
ほかの誘導体に比較してビタミンCへの変換が長時間持続する。
- 3-O-エチルアスコルビン酸 (アスコルビルエチル[呼称の出典 4][呼称の出典 5]、ビタミンCエチル[13]、VCエチル）

接触性皮膚炎の複数の症例報告がある。

### 脂溶性
- テトラヘキシルデカン酸アスコルビル[呼称の出典 6]（テトライソパルミチン酸アスコビル、VC-IP[呼称の出典 7]）

テトラヘキシルデカン酸は表示名で、イソパルミチン酸ともいわれる。VC-IPは、オイル状の液体である。次のパルミチン酸アスコルビルの物質的な不安定性のためにVC-IPが使われるようになった。
- パルミチン酸アスコルビル (AA-Pal)[呼称の出典 8]（ビタミンCエステル）

化粧品及び食品添加物に使われる。AA-Palは、アスコルビン酸を酸化分解から保護しておらず、他の形態よりも物質としての安定性は低い。脂溶性基が追加されていることから皮膚から浸透されやすいと考えられるが、そうではないことを示す研究結果もある。
欧米では美容皮膚科で使用されたり、ボディケア製品などに幅広く使用されているが、日本では物質としての安定性の問題から変色を起こすため使用量は少ない。
- ステアリン酸アスコルビル

### 両親媒性
水溶性と油溶性の両方の特性をもつ。
- アスコルビン酸-2リン酸-6パルミチン酸 (APPS)[呼称の出典 9]
  - パルミチン酸アスコルビルリン酸3ナトリウム (商品名アプレエ、L-アスコルビン酸 2-リン酸 6-パルミチン酸 3ナトリウム)[呼称の出典 10]

リン酸基とパルミチン酸基をもったビタミンCである。
- グリセリルオクチルアスコルビン酸 (GO-VC)

保湿性のあるグリセリンと殺菌性のあるオクタノールが結合している。

## 効能
医薬部外品として美白の効能表示が認可された美白有効成分
ビタミンCエチル、アスコルビン酸グルコシド
リン酸アスコルビルナトリウム、リン酸アスコルビルマグネシウム

## イオン導入との相性
ビタミンC、SAP、APPSはマイナスにイオン化するためイオン導入を行うことができる。MAPはマグネシウムのイオン結合が強いため酸性の溶液では一部がイオン化するが、皮膚が弱酸性であるため一部がイオン化していると考えられる。
ビタミンCやMAPでは吸収が増えると肌の乾燥が増加するため、普通肌で2%、乾燥肌で1%までで処方し保湿剤が必要だという報告がある。GO-VCは非イオン性だがイオン導入もできる。
VC-IPはイオン導入には適さない。

## 有効性
日本皮膚科学会の2017年のニキビの治療ガイドラインで、VC-IPとMAPは選択肢の一つだが保険の適応がないとする。
尋常性痤瘡（ニキビ）の50名でのランダム化比較試験 (RCT) で、5%濃度のSAPの化粧水は、3か月後偽薬よりも有効で、副作用の頻度は偽薬と同じであった。SAPの外用薬は、20人での試験において紫外線A波 (UVA) による皮脂酸化を抑制し、また5%濃度のローションを1日2回塗った60人でのRCTでは3か月後にニキビを予防また治療していることを見出した。RCTにて、水性のSAPと、油性のパルミチン酸アスコルビルの入った乳液は、3か月後に偽薬を使った顔半面よりも皮脂分泌を減少させていた。ニキビの45名（グレードIIからIIIの病変が10-50個）でのRCTで、5%SAPと0.2%レチノールおよび併用を比較し、単体ではそれぞれ1か月で病変数を約20-22%、2か月で約49%減少させ、併用では1か月で約30%、2か月で約63%減少させていた。レチノールの過剰な使用は炎症と日焼けの促進を起こし、SAPではこうした皮膚刺激は少なかった。
老人性色素斑（日光黒子、老人性黒子）の27名での二重盲検法の試験で、6%濃度のSAP入りのローションは、半年後にSAP含まないローションよりも有意に日光黒子を改善したが、その程度は弱かった。SAPの後にトラネキサム酸をイオン導入すると、皮膚内のSAPの濃度は著しく低下するが、逆の順序では影響がない。
肝斑（シミ）に対し、トリクロロ酢酸によるケミカルピーリング単独よりも、MAPを足した方が効果的であった。300名でのRCTで、MAP入りの歯磨き粉の方が歯肉炎の人々の歯肉炎を減らした。
11名でのRCTにて画像解析し、朝晩1%濃度のAPPS入りローションを塗布して1か月後、毛包が開いたものである「毛穴」の改善では、よく見える毛穴は21.6%、黒っぽい毛穴は28.5%減少し、この差はAPPSなしのローションに比較して統計的に有意であり、開いた毛穴でも同程度の減少傾向にあったがその差は有意ではなく、期間が短いことが原因だと考えられた。抗シワ製品ガイドラインに準拠し21名で1%のAPPSを使い、半顔は無塗布の上で8週間後、塗布部位に乾燥による小じわと角質水分量の増加が見られた。
アスコルビン酸テトラヘキシルデシル (Tetrahexyldecyl Ascorbate)とビタミンC（アスコルビン酸）を両方含むクリームが光損傷によるシワを改善している。
高濃度のアスコルビン酸ナトリウム水溶液(100,500mM)を表面に滴下したヒト培養皮膚にUVB紫外線を照射した結果、細胞の生存率が向上し、紫外線に対するストレスが減少した。同研究ではアスコルビン酸ナトリウムの細胞層への透過量も明らかにされている。またこの研究では紫外線を浴びる前にビタミンCを摂取、塗布した方が効果的であると明らかにした。